# Casa de la Pia Almoina (Barcelona)
La Casa de la Pia Almoina, también conocida como la Canonja, es un edificio del Barrio Gótico de Barcelona, ubicado junto a la Catedral de la Santa Cruz y Santa Eulalia. Fue construido entre los siglos XV y XVI para albergar la Pia Almoina (Pía Limosna), una institución caritativa vinculada a la Seo. Actualmente es la sede del Museo Diocesano de Barcelona. 
El inmueble es propiedad del cabildo catedralicio y figura en el registro de Bienes Culturales de Interés Nacional del patrimonio catalán. Declarado monumento histórico-artístico en 1970, está catalogado como Bien de Interés Cultural del patrimonio español con el código RI-51-0003849.

## Historia
La Casa de la Pia Almoina ha sido tradicionalmente conocida como La Canonja porque fue construida en el mismo lugar donde estaba la residencia de la comunidad de canónigos de la Catedral de Barcelona. La casa canonical, adosada a la muralla romana, fue construida gracias a un diezmo cedido en 935 por el conde Suniario I a la Catedral. La comunidad de canónigos se disolvió en 1369 y la antigua casa de La Canonja fue derribada en 1400.
En el mismo emplazamiento, hacía 1423, se construyó el edificio gótico actual, para albergar la Pia Almoina. Esta institución benéfica, fundada en 1009 para la atención y manutención de los pobres, había ocupado hasta entonces la capilla de Santa Lucía y otros espacios afectados por la construcción del claustro gótico de la Catedral.

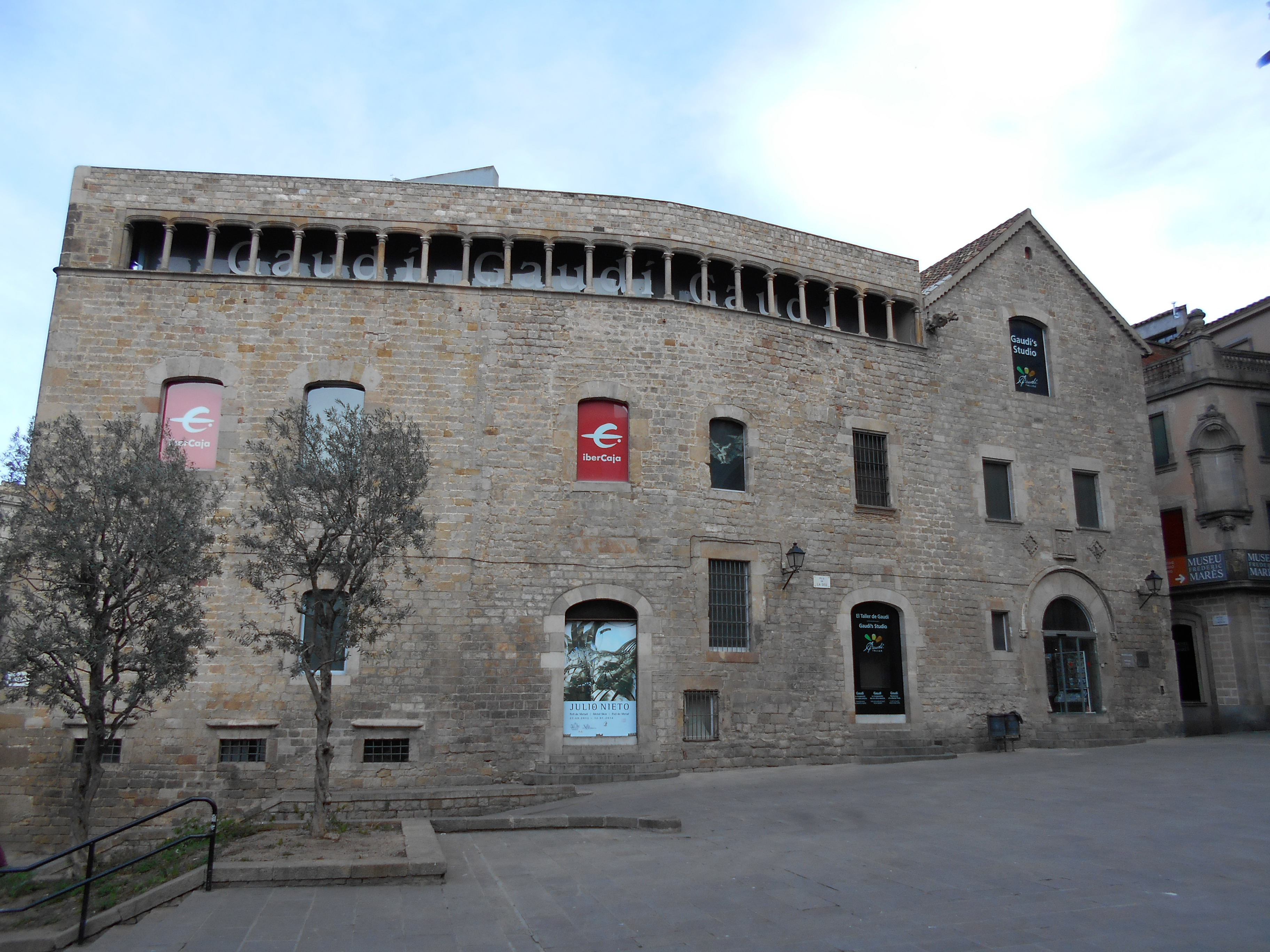
Vista de la Pia Almonia desde el pla de la Seu. A pesar de la unidad de la fachada, puede apreciarse el cuerpo gótico a la derecha y el renacentista a la izquierda.

En 1546 la Casa de la Pia Almoina fue ampliada con un segundo cuerpo, de estilo renacentista, adosado a la muralla romana, incorporando una torre y restos del muro en la estructura del edificio.
Desde los años 1950 se planteó la idea de instalar en la Casa de la Pia Almonia el Museo Diocesano, hasta entonces ubicado en el Seminario Conciliar de la calle Diputación. Sin embargo, el traslado no se aprobó hasta 1988. Las obras de adecuación del edificio se iniciaron en 1989 y se desarrollaron en distintas fases hasta 2003, bajo un proyecto arquitectónico y museográfico de Josep Maria Botey. Algunos aspectos de esta rehabilitación resultaron controvertidos, especialmente las nuevas puertas de Josep Plandiura y el recremiento de la torre romana con un paramento de vidrio armado y muros de hormigón pintado.
Con la rehabilitación del edificio todavía en curso, en mayo de 1991 se abrió al público una exposición organizada por la Generalidad de Cataluña, dedicada al quinto centenario de Tirant lo Blanch. El 23 de septiembre de ese mismo año, coincidiendo con las Fiestas de la Merced, el Museo Diocesano abrió en la Pia Almoina con su primera exposición dedicada al arte religioso, inaugurada por el arzobispo de Barcelona, Ricard Maria Carles.

## Arquitectura

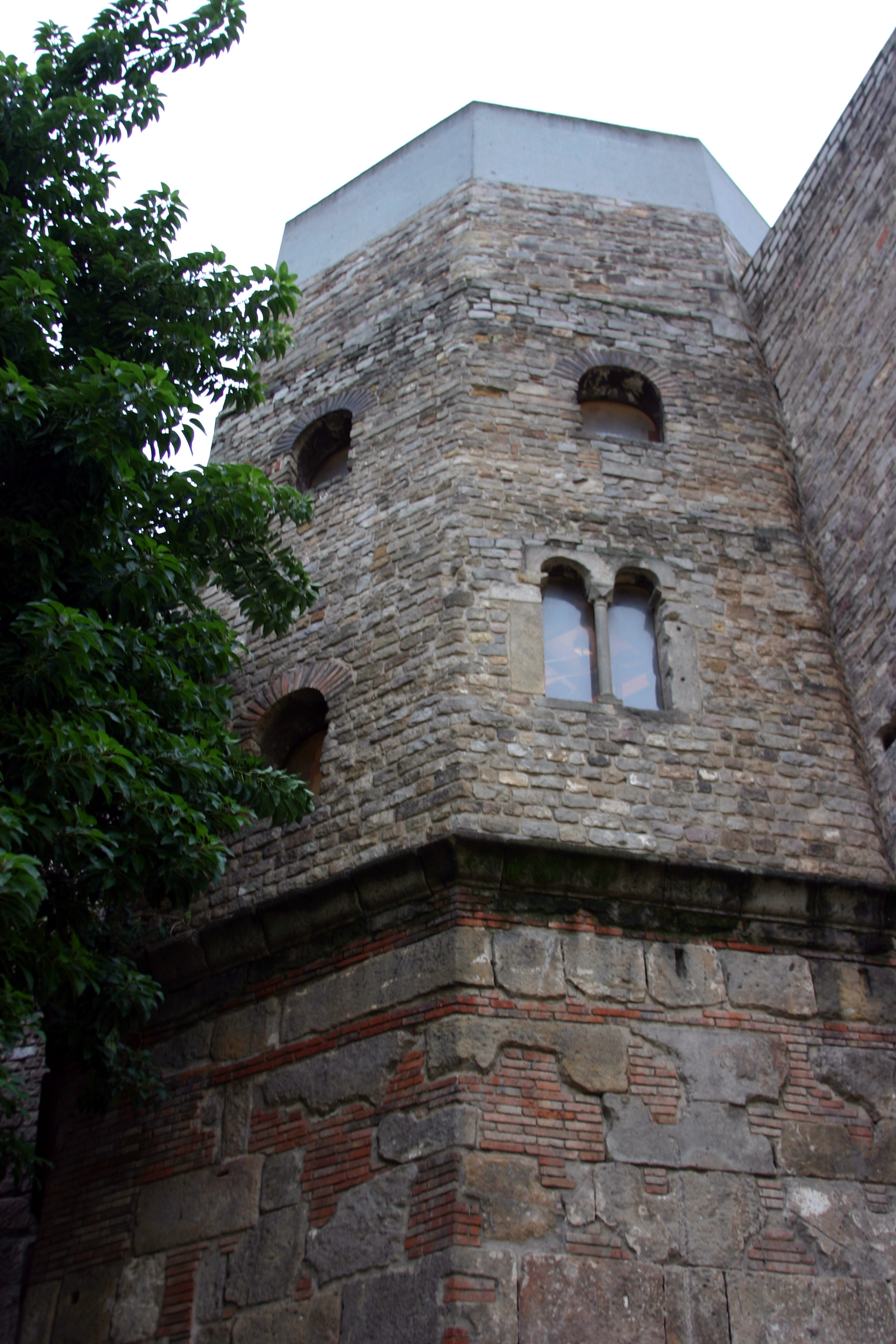
Torre poligonal de la muralla romana, integrada en la Pia Almoina.

El conjunto consta de dos edificios. El cuerpo sur, con fachada a la plaza del Pla de Seu y a la bajada de la Canonja, data del siglo XV y es de estilo gótico. Consta de tres plantas, bajo una cubierta a dos vertientes que tiene la cumbrera perpendicular a la fachada principal. El portal, de medio punto, tiene encima un relieve con los atributos de la pasión de Jesús, flanqueado por el escudo del Cabildo catedralicio y la imagen de Santa Eulalia de Barcelona. En la esquina figura una inscripción con el nombre de la institución, en letras góticas.
Adosado al cuerpo más antiguo, en sentido longitudinal, se ubica el edificio del siglo XVI, de estilo renacentista y coronado con una arquería escarzana de columnas toscanas. En el interior de edificio se conserva la escalera renacentista, con restos de grafitos medievales localizados en los estucos de los paramentos.

### Restos arqueológicos
Intervenciones arqueológicas y rehabilitaciones —incluyendo el derribo de fincas adosadas— realizadas durante el siglo XX han permitido descubrir en la Pia Almoina elementos previos a las construcciones de los siglos XV y XVI. Adosado a la nave del siglo XVI destaca un sector de las murallas romanas (la fundacional del I a. C. y, junto a esta por el exterior, la bajo imperial del IV), que incluye una torre poligonal y restos de otra, de planta cuadrada, prácticamente desaparecida con la construcción renacentista. En los recrecimientos de la muralla hay un conjunto de aberturas entre las que destacan las ventanas románicas. En la parte alta se conserva una columna, coronada con un capitel prerrománico con decoración geométrica a bisel, que se atribuye a la antigua canónica.
En la Pia Almoina se conservan estructuras que los arqueólogos atribuyen a la obra inacabada de un monasterio de los celestinos. Se trataría de un cuerpo de planta baja y dos alturas, que se extendía en dirección nordeste, siguiendo la línea de la muralla y ocupando una parte de la actual plaza del pla de la Seu.

### Puertas del Museo Diocesano

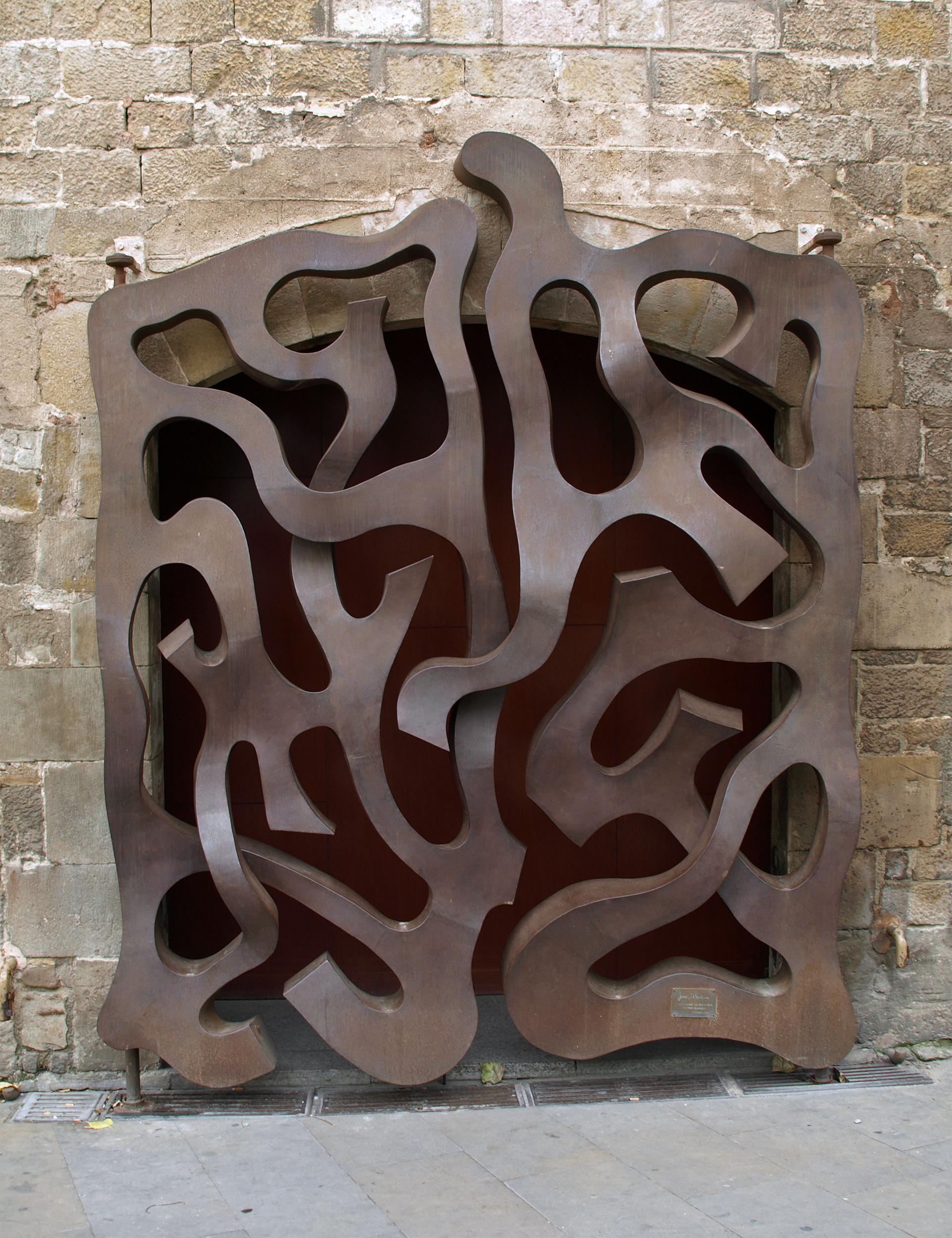
Puertas del Museo Diocesano, diseñadas por Josep Plandiura.

Durante la rehabilitación de finales del siglo XX se añadieron nuevas puertas al museo —en el acceso de la avenida de la Catedral, 7— a modo de reja. Fueron diseñadas y realizadas por el artista catalán Josep Plandiura junto al escultor y forjador Enric Pla Montferrer, por encargo del arzobispado de Barcelona. La impactante obra visual realizada por Plandiura, fue objeto de duras críticas debido al contraste que existía entre su obra abstracta y la arquitectura gótica de la catedral de Barcelona. La forma orgánica y laberíntica de acero corten mide 3,5 metros de alto por 2,6 m de ancho, siendo actualmente seña de identidad del museo.